# Marquesado de Sollerich
El marquesado de Sollerich es un título nobiliario español español creado en  31 de julio de 1770 por el rey Carlos III, a favor de don Miguel Buenaventura Vallés Reus, con el vizcondado previo de Almadra.

## Marqueses de Sollerich
|                                  | Titular                        | Periodo                 |
| Creación por Carlos III          | Creación por Carlos III        | Creación por Carlos III |
| -------------------------------- | ------------------------------ | ----------------------- |
| I                                | Miguel Vallés y Reus           | 1723-1790               |
| Rehabilitación por Juan Carlos I |                                |                         |
| II                               | Fausto Morell y Rovira         | 1981-2003               |
| III                              | Fausto Morell y Orlandis       | 2004-2022               |
| IV                               | Gabriela Luisa Morell Martínez | 2022-actual titular     |